# Église Saint-Agrève de Saint-Agrève
L'église Saint-Agrève est érigée dans la commune de Saint-Agrève, département de l'Ardèche en région Auvergne-Rhône-Alpes. Son architecture de style néo-roman est l'œuvre de l’architecte Tracol de Valence et de l’entrepreneur Pierre Deliot. L'édifice est situé au cœur de Saint-Agrève.
Elle est inscrite à l'Inventaire général du patrimoine culturel.

## Historique
Les documents cités dans la bibliographie de l'article permettent d'établir la chronologie suivante : 
- 650 : Martyr d’Agrève et d’Ursin[2] à Chiniac qui deviendra Saint-Agrève.
- VIIIe siècle : Existence de la première église de Saint-Agrève mentionnée dans le cartulaire de l’évêché du Puy.
- Moyen Âge : La deuxième église de Saint-Agrève se situe dans le fort au sommet du mont Chiniac[3].  Saint-Agrève et l’ensemble des paroisses vivaroises situées au sud de l’Eyrieux dépendent du diocèse de Viviers.
- Fin XVe siècle ou début XVe siècle : Construction de la troisième église de Saint-Agrève en dehors de la forteresse mais toujours dans la « ville haute ». Elle se situait près de l’actuelle place de l’Aune et possédait sept chapelles. Son abside débordait des remparts et à l’ouest se trouvait le cimetière.
- 1562 - 1598 : Destruction de Saint-Agrève (Guerres de religion).
- XVIIe siècle : Reconstruction de la troisième église de Saint-Agrève. Les travaux sont achevés en 1624.
- 1789 : Révolution…
- 1793 : Fermeture de l’église au culte ?
- 1802 : Réouverture officielle au culte : l’église demeure paroissiale dans le cadre de la mise en place de l’organisation temporelle concordataire. Saint-Agrève est alors rattachée au diocèse de Mende.
- 1809 : Décision de reconstruire l’église de Saint-Agrève à son emplacement actuel  au « faubourg de Lestra » qui se développe au détriment de la « ville haute ».
- 1815 : Début des travaux[4] et pose de la première pierre ( 31 mai).
- 1826 : Achèvement du clocher[4], construit par le maçon Jean-Louis Desouche, d'après les plans de l'architecte Thévenet.
- 1827 : Ouverture au culte de la quatrième église de Saint-Agrève.
- 1828 : Construction de la sacristie[4], réalisée par le maître d'œuvre Pierre Fraisse.
- 1832 : Constitution du cadastre « napoléonien » de Saint-Agrève. La troisième église et la quatrième  apparaissent sur le plan. La paroisse est rattachée au diocèse de Viviers rétabli depuis 1822.
- 1838 : Réception définitive des travaux de la quatrième église de Saint-Agrève (novembre). Cette église  a  nef unique est charpentée et possède quatre chapelles latérales.
- 1876 - 1878 : Reconstruction de l’église sur le même emplacement. Ce sera la cinquième et actuelle église de Saint-Agrève. La première pierre du nouvel édifice est posée le 28 avril 1877.
- 1885 : Consécration de l’église (9 mai)[3],[5].
- 1906 : Inventaire de l’église dans le cadre de la Loi de séparation des Églises et de l'État.
- 1914 : Incendie du clocher (1erfévrier)[4].
- 1922 : Achèvement des travaux de reconstruction et surélévation du clocher, la cinquième église de Saint-Agrève prend sa silhouette actuelle.
- 1981-1986 : Campagne de travaux : rénovation des toitures, des façades et réaménagement de l’intérieur[3].
- 1994 : Les paroisses catholiques de Devesset, La-Chapelle-sous-Rochepaule, Le Pouzat, Rochepaule, Saint-Agrève, Saint-André-en-Vivarais, Saint-Jean-Roure,  Saint-Jeure-d'Andaure et Saint-Romain-le-Désert forment l’« Ensemble Inter Paroissial de Saint-Agrève ».
- 2003 : Création de la paroisse « Saint-Agrève en Vivarais », par fusion des paroisses catholiques de l’« Ensemble Inter Paroissial de Saint-Agrève » (1er janvier)[6].
- Avant 2012 : Ouverture d’une porte latérale près de la chapelle de la Vierge.
- 2019 : Travaux de dallage à l’intérieur.

## Description générale
L’édifice a trois nefs et suit le plan d’une croix latine. Originalité, son clocher en façade est situé en angle. Les toitures sont couvertes de lauzes, sauf celle du clocher.

## Vocable
Saint Agrève est le patron de cette église.

## Visite de l'édifice

### Le sanctuaire
Plusieurs éléments aux fonctions liturgiques précises : 
- le siège de présidence,
- la Croix du Christ,
- l’ambon,
- l’autel,

permettent ici la célébration « face au peuple » selon la liturgie issue du Concile Vatican II.
Le tabernacle et l’autel ont été constitués en 1986 à partir d’éléments de l’ancien maitre-autel créé en 1882 et inscrits parmi les monuments historiques au titre d'objet le 25 juillet 1986. 
En marbres rouge et blanc, l’autel est décoré de bas-reliefs et de textes gravés sur sa face tournée vers l’assemblée :
- le Sacré-Cœur de Jésus au centre,
- Une mitre et le texte Sanctus Agripanus episcopus rappelant que saint Agrève était évêque,
- Des palmes sous la forme d’une couronne et le texte Sanctus Agripanus martyr rappelant que saint Agrève fut martyrisé.

La porte du tabernacle est ornée de pélicans, d’un calice et du texte Domus Dei signifiant « ici est la maison de Dieu »

### Vitraux
Les vitraux représentent des portraits en pied de saints, des scènes sacrées ou des motifs géométriques. Les fidèles, les visiteurs peuvent reconnaitre notamment :
- dans le chœur : 
  - Saint Agrève,
  - La remise des clefs à saint Pierre,
  - La conversion de saint Paul sur le chemin de Damas.

Ces verrières de 1881 portent la signature de Julien Stéphane Bazin.
- dans les chapelles latérales :
  - L’enfance du Christ et L’enfance de la Vierge  (1885), œuvres de Paul Chalons,
  - Scènes de la vie du Christ et Scènes de la vie de la Vierge (1881), œuvres de Julien Stéphane Bazin.
- dans les bas-côtés, des verrières signées Paul Chalons et datant de 1885 : 
  - Saint Jean-Baptiste,
  - Saint Ursin ? ,
  - Saint Matthieu,
  - Saint Jean.

### Sculptures

#### Statues
Plusieurs statues décorent l'église dont : 
- Saint Agrève,
- Sacré Cœur de Jésus,
- Saint Antoine de Padoue,
- Notre Dame de Lestra, une copie de l’originale mise en place en décembre 2012. Cette statue est une « vierge noire » représentant la Mère et l’Enfant. Elle mesure environ un mètre de haut.

#### Linteau et chapiteaux sculptés
Le linteau de la porte principale porte l'inscription : 1880 BARRIAL CURE (curé de la paroisse de 1852 à 1899).
Dans la première travée de la nef et des bas côtés, des chapiteaux ornés présentent le chiffre ou les armoiries de : 
- Abbon-Pierre-François Bonnel de la Brageresse, évêque de Viviers entre 1825 et 1841,
- Joseph-Michel-Frédéric Bonnet, évêque de Viviers entre 1876 et 1923,
- Léon XIII, pape de 1878 à 1903.

À cela s’ajoute le chiffre de J B (Barrial, curé) ou L B (Léon Barrial, vicaire et coordonnateur des travaux de reconstruction) .
Certaines armoiries ne sont pas identifiées.
Enfin un chapiteau est ornée d’une tête sculptée.

#### Autres éléments sculptés
Citons encore des éléments inscrits parmi les monuments historiques au titre d'objet le 25 juillet 1986 : 
- les autels des chapelles latérales :
  - du Sacré-Cœur en marbres gris et rose (1881)[8]
  - de Saint-Joseph en marbres gris et blanc (1883)[9]
  - de la Sainte-Vierge en marbres gris et blanc (1881)[10]
  - de Saint-Agrève en marbre blanc (1884)[11]
- les bancs des chapelles latérales constitués par les gradins de l’ancien maitre-autel[7].

### Objets classés «disparus»
La base Palissy recense aussi des éléments ou objets de l'église du XIXe siècle inscrits parmi les monuments historiques au titre d'objet le 25 juillet 1986 :
- les fonts baptismaux[12] ;
- la chaire[13];

Ils sont cités comme « disparus ».

### Orgue
L’orgue est un « Cavaillé-Coll » datant de 1860. Il s’agit au départ d’un orgue de salon provenant d’une villa niçoise. Avant d’être installé dans l’église en 1943 l’instrument avait été modifié une première fois en 1930. Il a depuis été modifié en 1952 et 1962. Son buffet de style néogothique est en chêne ajouré et sculpté. L’instrument à transmission électrique comprend 478 tuyaux en étain.

### Cloches
Le clocher abrite quatre cloches : 
- Marie Gabriel (sic) la plus ancienne coulée en 1834 par le fondeur Pierre Decharme donne un DO,
- les trois plus récentes ont été créées par la Fonderie Paccard en 1922 :
  - Raymonde Louise donne un LA
  - Gabrielle Victoire donne un FA
  - Anne Marie donne un FA aigu.

## Chronologie des curés

### Lors de laRévolution française
- Claude de Bernard de Talode du Grail, prêtre réfractaire de Saint-Agrève, est guillotiné sur la place du Martouret du Puy en Velay le 16 février 1794[15],[16].

### ? – 1994
Un curé, aidé parfois d'un vicaire a la charge de la paroisse dont le territoire correspond approximativement à celui de la commune.

### 1994 – 2003
Une équipe presbytérale dont les membres sont « curés in solidum » (responsables solidairement) a la charge de l’ensemble de l’Ensemble Inter Paroissial.

### Depuis 2003
Avec la création de la paroisse Saint-Agrève-en-Vivarais succédant à l’Ensemble Inter paroissial une Équipe d’Animation Pastorale (E.A.P.) composée de laïcs en mission et de prêtres nommés « curés in solidum » a la charge de la paroisse nouvelle.